# Zestre
O zestre este un transfer de avere, cadouri sau bani făcute de părinți la căsătoria unei fiice. Zestrea nu trebuie confundată cu conceptul de prețul miresei. În timp ce prețul miresei este o plată făcută de mire sau de familia lui către părinții miresei, zestrea este averea transferată de familia miresei către mire sau familia lui, aparent pentru mireasă. Similar, zestrea este averea miresei stabilită de mire la nuntă și care rămâne sub proprietatea și controlul ei. Zestrea este un obicei vechi, iar existența lui ar putea să preceadă atestările sale documentare. Ea continua să fie așteptată și cerută ca o condiție pentru a accepta o propunere de căsătorie, în unele părți ale lumii, în special în unele părți din Asia, Africa de Nord și Balcani. În unele părți ale lumii, disputele cauzate de zestre conduc, uneori, la acte de violență împotriva femeilor, inclusiv ucideri și atacuri cu acid. Obiceiul zestrei apare cel mai frecvent în culturile care sunt puternic patriliniare și în care se așteaptă ca femeile să locuiască împreună cu sau în apropierea familiei soțului (patrilocalitate). Zestrea are o lungă istorie în Europa, Asia de Sud, Africa și în alte părți ale lumii.

## Practici istorice

### Rusia
În unele părți din Europa, în special Europa de Est, se obișnuia să se dea terenuri ca zestre. 
Domostroi, o culegere rusească din secolul al XVI-lea pentru clasele superioare, include sfaturi pentru a renunța la acordarea de terenuri ca zestre și a utiliza banii obținuți mai degrabă pentru a aduna lenjerie, îmbrăcăminte și alte lucruri pentru casă decât a-i folosi pentru a cumpăra toate cu ocazia nunții; dacă se întâmpla ca fiica să moară, zestrea urma să fie folosită pentru a plăti pomeni și rugăciuni pentru sufletul ei, deși unii părinți puteau să o cedeze altor fete. La sfârșitul existenței Rusiei Țariste zestrea era formată din îmbrăcăminte pentru mireasă, lenjerie și așternuturi. Lenjeria a devenit mai puțin obișnuită, din cauza recoltelor slabe de in, iar fetele au devenit mai slab înzestrate, acordându-se articole fine de îmbrăcăminte și uneori o zestre de bani, mai ales dacă mireasa era privită ca având un cusur. Viitorii socrii, interesați, de obicei, mai mult de capacitatea de muncă a miresei, au devenit preocupați de obținerea unei sume de bani ca zestre.

### România
În România, la sfârșitul secolului al XVIII-lea și începutul secolului al XIX-lea (1750-1830), excluderea fetelor care primeau zestre de la moștenirea familiei a dus la creșterea coeziunii în cadrul familiei nucleare. Rudele de sex masculin ale soției controlau zestrea, dar ea păstra dreptul de proprietate unică asupra zestrei și darurilor de la nuntă. Rudele ei puteau să-l acuze pe soț că i-a risipit zestrea; soțiile aveau astfel posibilitatea de a renunța la o căsnicie abuzivă. Rezultatul pe termen lung a fost o independență juridică mai mare a femeilor, oferind în același timp siguranță economică femeilor divorțate, văduvelor și copiilor.

### Serbia
În Serbia, în unele zone rurale, obiceiul zestrei continuă să fie respectat. Tradiția a fost adusă în Serbia medievală de către bizantini; ea nu a fost la origine un obicei slav. Cucerirea otomană a Serbiei a determinat dispariția temporară a zestrei până în secolul al XIX-lea când a reapărut. Regimul comunist a încercat să elimine zestrea, însă obiceiul a supraviețuit în unele zone rurale până în prezent.